# NGC 4457
NGC 4457 је спирална галаксија у сазвежђу Девица која се налази на NGC листи објеката дубоког неба.
Деклинација објекта је + 3° 34' 16" а ректасцензија 12h 28m 58,9s. Привидна величина (магнитуда) објекта NGC 4457 износи 10,8 а фотографска магнитуда 11,7. Налази се на удаљености од 17,4000 милиона парсека од Сунца. NGC 4457 је још познат и под ознакама UGC 7609, MCG 1-32-75, CGCG 42-124, VCC 1145, IRAS 12264+0350, PGC 41101.